# Приведённое количество теплоты
Приведённое количество теплоты  — элементарное количество теплоты {\displaystyle \delta Q}, полученное термодинамической системой в бесконечно малом процессе, при абсолютной температуре {\displaystyle T}. Определяется отношением {\displaystyle \delta Q/T}. Понятие в термодинамику было введено Клаузиусом.

## Неравенство Клаузиуса
Приведённое количество теплоты, полученное системой при любом круговом процессе, неположительно:
| {\displaystyle \oint {\frac {\delta Q}{T}}\leq 0}. | (1) |

## Энтропия
Разность энтропий в двух равновесных состояниях 1 и 2, по определению, равна приведённому количеству тепла, которое надо сообщить системе, чтобы перевести её из состояния 1 в состояние 2 по любому квазистатическому пути:
| {\displaystyle \Delta S_{1\to 2}=S_{2}-S_{1}=\int \limits _{1\to 2}{\frac {\delta Q}{T}}}. | (2) |